# Dinastia antonina
La Dinastia antonina va ser la quarta dinastia que governà l'Imperi Romà després de la breu Dinastia Flàvia. Van regir l'Imperi entre els anys 96 i 192 dC. Els emperadors d'aquesta dinastia van ser, per ordre de regnat: Nerva, Trajà, Hadrià, Antoní Pius, Marc Aureli (compartint temporalment el poder amb Luci Ver) i Còmmode. Els cinc primers són coneguts com els Bons Emperadors. Els Bons Emperadors o Cinc Bons Emperadors eren coneguts per la seva política moderada, que contrastava amb el caràcter tirànic i opressiu dels seus successors, i van exercir el seu poder durant el zenit de la prosperitat que va assolir l'imperi a la Pax Romana. El seu govern va succeir durant el període de màxima esplendor de Roma, en què assolí la màxima expansió territorial, prosperitat econòmica i cultural. La historiografia acostuma a donar la major part d'aquesta responsabilitat al (generalment) bon govern i administració dels emperadors d'aquesta família.
El període dels cinc bons emperadors va ser particularment notori pel mètode pacífic que es va donar per a la successió: cadascun d'ells triava el seu successor adoptant un hereu, així prevenint el caos polític que anteriorment s'havia iniciat cada cop que hi havia una successió. El nomenament com a hereu per part de Marc Aureli del seu fill Còmmode va ser un gran error, i que va suposar la fi de la Pax Romana. Marc Aureli va ser un bon emperador, també conegut com a filòsof estoic.
L'historiador Gibbon en va oferir una imatge idealitzada i pròspera, en la qual els seus governants actuaven amb saviesa i prudència i van ser capaços no només de mantenir la pau, sinó també l'ordre entre les seves tropes, gràcies a l'autoritat i respecte que inspiraven.
Estudiosos més recents sobre el tema, tot i que es mostren d'acord amb la major part dels detalls de l'anàlisi de Gibbon, no estan totalment d'acord amb aquesta visió tan perfecta. Hi havia més gent que vivia sota el domini dels emperadors que aquells individus rics que apareixen mencionats a les cròniques de l'antiguitat. Un gran percentatge de la població eren camperols, o gent associada amb les feines del camp, que sempre vivien amb l'amenaça dels oficials avariciosos, o dels assaltants i bandits, dels quals n'hi hagué tants durant el regnat d'aquests bons emperadors com abans o més endavant.
Encara que aquests són considerats els cinc bons emperadors, n'hi ha hagut molts altres que tingueren un efecte positiu sobre l'imperi. August es considera també un dels millors emperadors, però no s'inclou en aquesta llista perquè el temps el separa d'aquesta línia successòria.